# Детска Евровизия 2013
Детска Евровизия 2013 (на английски: Junior Eurovision Song Contest 2013; на украински: Дитячий пісенний конкурс Євробачення 2013) е единадесеттият ежегоден конккурс за малки изпълнители. Провежда се на 30 ноември 2013 г. в столицата на Украйна – Киев. За място на провеждане на конкурса на 10 април 2013 г. е избран дворецът „Украйна“. За телеканал на домакините е избран НТУ. Киев приема конкурса за втори път след 2009 г. Това е и вторият случай в историята на детския конкурс, когато победителят от предната година приема конкурса в следващата.
Победител е малтийката Гаиа Кауки с песента The Start (Стартът) със 130 точки. Това е първа победа за Малта. Второто място бе заето от страната-домакин Украйна със 121 точки, като за първи път в Детската Евровизия страна-домакин влиза в топ 3 за първо, второ и трето място. Беларус за пети път влиза в топ 3, като този път е на трето място. Добър резултат печелят Азербайджан и Сан Марино.

## Участници
| №  | Страна            | Език                      | Изпълнител/и     | Песен                     | Превод                | Точки | Място |
| -- | ----------------- | ------------------------- | ---------------- | ------------------------- | --------------------- | ----- | ----- |
| 1  | Швеция            | шведски                   | Елиас Елфщрьом   | „Det är dit vi ska“       | Къде ще идем          | 46    | 9     |
| 2  | Азербайджан       | азербайджански, английски | Рустам Керимов   | „Me And My Guitar“        | Аз и моята китара     | 66    | 7     |
| 3  | Армения           | английски, арменски       | Моника Аванесян  | „Choco Factory“           | Шоколадова фабрика    | 69    | 6     |
| 4  | Сан Марино        | италиански                | Микеле Перниола  | „O-o-O Sole Intorno a Me“ | О, слънцето около мен | 42    | 10    |
| 5  | Северна Македония | македонски                | Барбара Поповик  | „Охрид и музика“          | –                     | 19    | 12    |
| 6  | Украйна (домакин) | английски, украински      | София Тарасова   | „We are One“              | Ние сме едно          | 121   | 2     |
| 7  | Беларус           | руски                     | Иля Волков       | „Пей с мен“               | —                     | 108   | 3     |
| 8  | Молдова           | английски, румънски       | Рафаел Бобейка   | „Cum să fim“              | Как да бъде?          | 41    | 11    |
| 9  | Грузия            | английски, грузински      | „The Smile Shop“ | „Give Your Smile“         | Дай ми усмивката си   | 91    | 5     |
| 10 | Нидерландия       | английски, нидерландски   | Милена и Розанна | „Double Me“               | Двете аз              | 59    | 8     |
| 11 | Малта             | английски                 | Гаиа Кауки       | „The Start“               | Началото              | 130   | 1     |
| 12 | Русия             | руски                     | Даяна Кириллова  | „Мечтай“                  | —                     | 106   | 4     |

## 12 точки
Държави, получили 12 точки:
| Брой | Получаваща страна | Гласуваща страна                                              |
| ---- | ----------------- | ------------------------------------------------------------- |
| 5    | Малта             | Детско жури, Северна Македония, Украйна, Молдова, Нидерландия |
| 3    | Украйна           | Сан Марино, Беларус, Малта                                    |
| 3    | Русия             | Швеция, Азербайджан, Армения                                  |
| 1    | Армения           | Грузия                                                        |
| 1    | Беларус           | Русия                                                         |